# Emánuel Moór

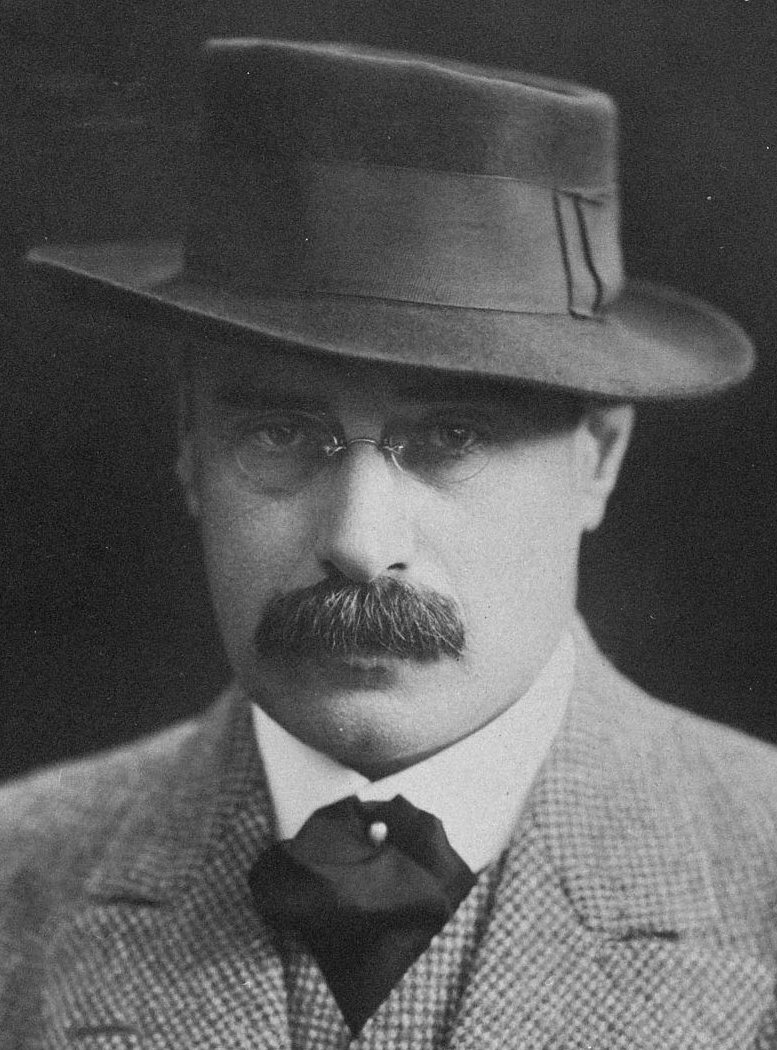
Emánuel Moór, ± 1905

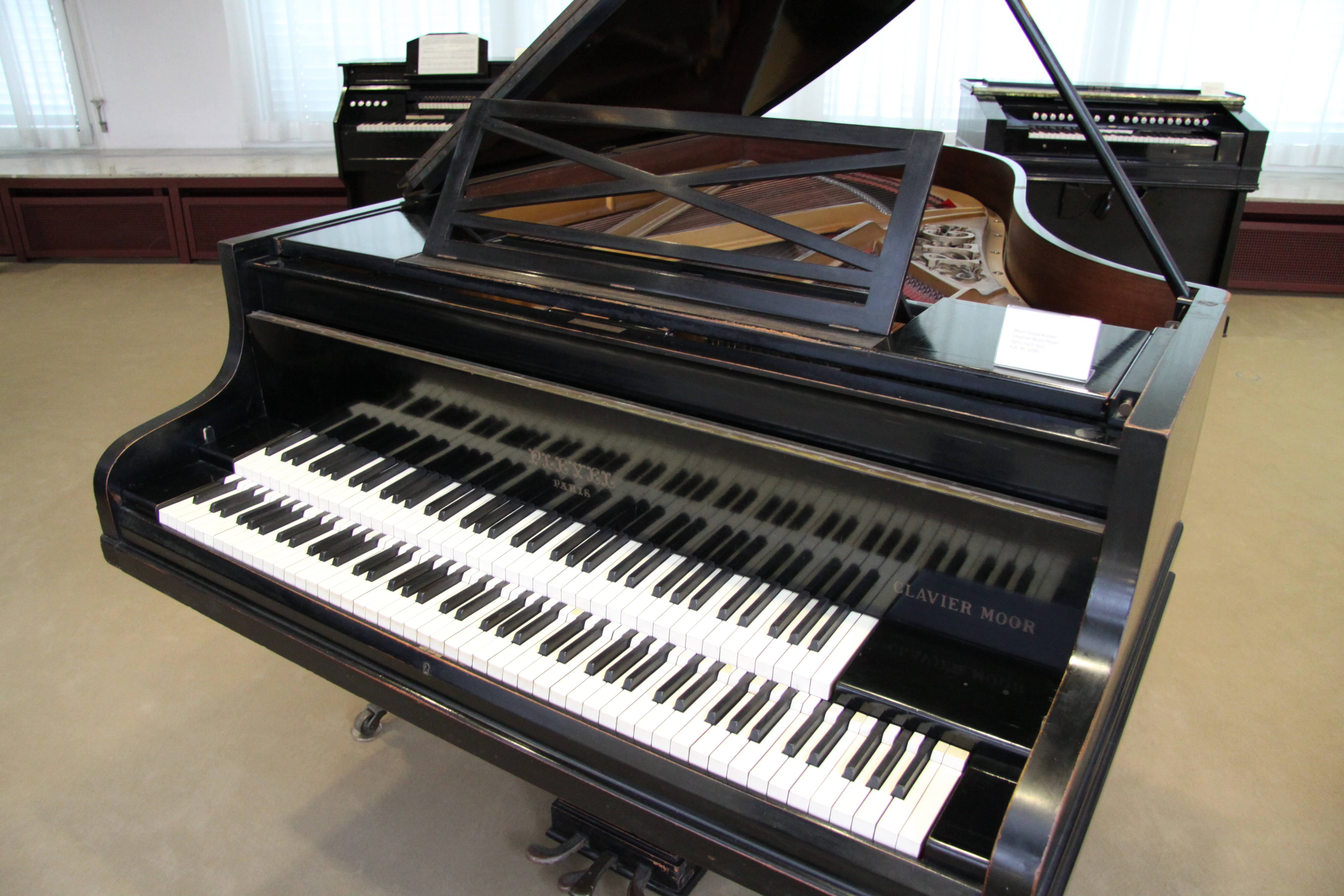
Moór-Duplex piano van Pleyel uit ± 1930

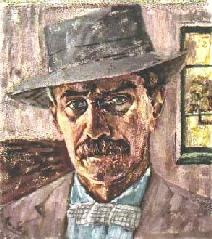
Zelfportret

Emánuel Moór (Kecskemét, 19 februari 1863 - Chardonne, 20 oktober 1931) was een Hongaarse componist, pianist en uitvinder van muziekinstrumenten.

## Levensloop
Zijn vader Rafael Moór (1831-1924), die hem de eerste muzieklessen gaf, was operazanger en werd later cantor. De zoon studeerde compositie in Boedapest bij Robert Volkmann en daarna in Wenen bij Anton Door en Anton Bruckner. Al op achttienjarige leeftijd werd hij pianodocent aan het conservatorium in Szeged. 
Tussen 1885 en 1897 ondernam hij concerttournees in Europa en de Verenigde Staten. In 1888 trouwde hij in het Verenigd Koninkrijk met de rijke Iers-Amerikaanse Anita Burke. Hij verkreeg toen de Britse nationaliteit. Hij stopte in 1897 met optreden om zich geheel aan het componeren te wijden. In 1901 verhuisde hij naar Zwitserland, omdat hij zich in Engeland afgesneden voelde van het muzikale centrum.
In 1905 ontmoette hij de cellist Pablo Casals, die zich opwierp als een vurige pleitbezorger van zijn muziek. Hij droeg zijn Celloconcert nr. 2 op aan Casals, die samen met zijn levenspartner Guilhermina Suggia door Europa toerde met Moórs Concert voor twee celli en orkest. Hij componeerde ook een Tripelconcert voor het pianotrio Cortot-Thibaud-Casals en een Suite voor vier celli, die Casals in première bracht met André Hekking, Joseph Salmon und Diran Alexanian. Voor het beroemde duo Eugène Ysaÿe-Raoul Pugno componeerde hij in 1908 zijn Vioolsonate nr. 3 in a. Eugène Ysaÿe trad vaak op met Moórs Vioolconcert in G op. 62 en noemde het de evenknie van Beethovens concert. Ook andere beroemde musici, onder wie Lilli Lehmann, Carl Flesch, Fritz Kreisler, Pablo de Sarasate, Willem Mengelberg, Arthur Nikisch, Harold Bauer en Leopold Stokowski voegden werken van Moór toe aan hun repertoire. Mede dankzij vooraanstaande figuren als Casals, Ysaÿe en Mengelberg waren rond 1908 zijn composities zo populair, dat gesproken werd van een "Moór-virus" dat alle musici van die tijd aanstak.
Tijdens de Eerste Wereldoorlog stopte Moór met componeren, trok zich terug in Zwitserland en wijdde zich aan de schilderkunst. Daarna legde hij zich toe op de bouw van muziekinstrumenten. Hij probeerde de klank van strijkinstrumenten te verbeteren en hun bouwwijze efficiënter te maken, maar zijn beroemdste ontwerp is de Duplex-Coupler Grand Pianoforte, een vleugelpiano met twee klavieren (van 90 en 74 toetsen) met een octaaf verschil. Het mechaniek waarmee de klavieren door een ingenieuze koppeling onderling verbonden waren, was niet bedoeld om de klank te variëren, maar maakte het spelen van octaven en decimen met één hand eenvoudiger. Zelfs chromatische glissandi waren ermee gemakkelijk te realiseren. Maurice Ravel verkondigde dat deze piano invallen speelbaar kon maken die hij in zijn hoofd had. De Duplex-Coupler werd in productie genomen door diverse bekende pianofabrieken zoals Bechstein, Bösendorfer en Pleyel. Na 1935 verdween het instrument uit de belangstelling.   
Een jaar na de dood van zijn eerste vrouw hertrouwde Moór in 1923 met de Schotse pianiste Winifred Christie (1882-1965). Ze werd een ijverige propagandiste van de Moór-Duplex-piano op tournees door Europa en de VS. Het echtpaar schreef een boek met oefeningen voor het instrument. 
Moór stierf in 1931 op 68-jarige leeftijd in Zwitserland. In 1946 deed Winifred Christie een gift van ₤10,000 aan de Westminster Central Music Library in Londen ter herinnering aan haar overleden echtgenoot. 
Zijn broer Henrik Moór (1876-1940) was kunstschilder en heeft diverse portretten van hem gemaakt. Emánuel zelf was een verdienstelijk amateurschilder, zoals blijkt uit een zelfportret. De in München gevestigde Henrik und Emanuel Moor Stiftung is opgericht om de herinnering aan de broers levend te houden.
Composities
Emánuel Moór componeerde vijf opera's, acht symfonieën, een requiem, vele concertante werken, waaronder vier pianoconcerten, vier vioolconcerten, twee celloconcerten, een altvioolconcert, een harpconcert, een tripelconcert, solopianomuziek, kamermuziek en liederen. Tot zijn grote successen behoorden de Lajos Kossuth Symphonie, die in 1895 in Boedapest in première ging, en zijn Duitstalige opera's La Pompadour, Andreas Hofer (beide uit 1902), Der Goldschmied von Paris en Hochzeitsglocken (1908), die in diverse Duitse operahuizen werden opgevoerd. Zijn welluidende laatromantische stijl maakt een meer 19e-eeuwse dan eigentijdse indruk. Zijn muziek wordt vrijwel niet meer gespeeld. Er bestaat een aantal cd-opnamen, vooral van cellowerken.